# Therapy (Armin van Buuren)
Therapy is een nummer van de Nederlandse dj Armin van Buuren uit 2018, ingezongen door de Britse zanger James Newman.
"Therapy" werd vooral in Nederland een grote hit. Het dancepopnummer bereikte de 4e positie in de Nederlandse Top 40. Het succes wist echter niet naar Vlaanderen over te waaien, daar bleef het hangen in de Tipparade.